# サン・フランシス (駆逐艦)
バンクロフト (USS Bancroft) は、アメリカ海軍の駆逐艦。クレムソン級。後にカナダ海軍のタウン級駆逐艦サン・フランシス (HMCS St. Francis) となった。
アメリカ時代の艦名はジョージ・バンクロフトに由来する。また、カナダ時代の艦名はメイン州北部とケベック州およびニューブランズウィック州との間の国境となっている川に由来する。

## 艦歴
マサチューセッツ州クインシーのベスレヘム造船のフォアリバー造船所で建造。1918年11月4日起工。1919年3月21日進水。1919年6月30日就役。大西洋艦隊に編入。
1919年11月26日に予備役となり、1922年7月11日に退役。
1939年12月18日に再就役し、大西洋戦隊 (Atlantic Squadron) に所属。ハリファックスで退役後、駆逐艦・基地協定 (Destroyers for Bases Agreement) により1940年9月24日にイギリスに引き渡された。
「バンクロフト」はカナダ海軍に割り当てられ、「サン・フランシス」と改名された。1941年1月15日にハリファックスを離れ、1月26日にスコットランドのクライド川に到着。第4護衛グループに編入された。5月20日、「サン・フランシス」は潜水艦に沈められた汽船「Starcrose」の生存者全員を救助した。6月末には中東への兵員輸送船団を護衛し、7月にはNewfoundland Escort Forceに編入された。「サン・フランシス」は1941年から1943年までの間、Mid-Ocean Escort ForceのC4護衛グループでON95、SC85、ON105、HX197、ON116船団護衛中に敵潜水艦攻撃を行っている。次いで、C3護衛グループでON121船団、C1護衛グループでSC99船団、C4護衛グループでON147船団を護衛した。
ハリファックスでの修理後、1943年6月に「サン・フランシス」はウェスタンアプローチ管区のC2護衛グループに編入された。8月には北アイルランドのロンドンデリー港を拠点とする第9護衛グループに移り、翌月にはハリファックスのWestern Local Escort Forceに転属となった。1944年初めからはノバスコシア州のDigbyで訓練用となり、1945年4月1日に余剰艦とされた。
1945年7月、解体のためボルチモアへ移動中コッド岬沖で衝突事故により沈没した。